# Five (groupe)
Pour les articles homonymes, voir Five.
Five, stylisé en 5ive, est un boys band britannique qui a vendu plus de 20 millions de disques à travers le monde.

## Histoire du groupe
Le groupe, constitué de Sean Conlon, Abz Love, Ritchie Neville, Scott Robinson et J Brown, s'est formé en 1997. Leur premier album, également nommé Five est sorti en 1998 et s'est classé à la 1re place des charts britanniques ainsi que dans le Top 10 des classements de ventes d'albums dans plusieurs autres pays. Deux autres albums ont suivi, Invincible en 1999 et Kingsize en 2001, et se sont classés respectivement aux 4e et 3e places de l'UK Albums Chart. Trois singles du groupe, Keep On Movin' en 1999, ainsi que la reprise de We Will Rock You de Queen et Let's Dance en 2000, se sont classés à la 1re place de l'UK Singles Chart. La formation remporte le Brit Award du meilleur groupe de pop en 2000. Le groupe se sépare peu après la sortie du 3e album et un best-of sort fin 2001.
Le groupe se reforme en 2006, sans Sean Conlon, mais se sépare à nouveau l'année suivante sans avoir réussi à enregistrer un nouvel album. Il se reforme une deuxième fois en 2012, cette fois-ci sans J Brown, et fait une tournée mondiale en 2013 et 2014.

### Télé réalité
Du 12 novembre 2007 au 30 novembre 2007 Jason "J" Brown est l'un des candidats de l'émission I'm a Celebrity... Get Me Out of Here! 7. Il y atteint la troisième place derrière l'ancienne top model Janice Dickinson et le vainqueur, l'acteur Christopher Biggins. Parmi les autres candidats, on retrouvait l'ancien footballeur Rodney Marsh ou bien l'actrice Gemma Atkinson.
Du 22 août 2013 au 13 septembre 2013, Abz Love est l'un des candidats de Celebrity Big Brother 12. Il atteint la deuxième place derrière la gagnante de l'émission et vedette de télé-réalité, Charlotte Crosby. Parmi les autres participants, on retrouvait les acteurs Bruce Jones et Dustin Diamond, ou bien encore l'ancien joueur et entraîneur de football Ron Atkinson.

## Discographie

### Albums studio
- Five (1998)
- Invincible (en) (1999)
- Kingsize (2001)

### Compilations
- Greatest Hits (2001)